# Holcocera busckiella
Holcocera busckiella é uma espécie de mariposa do gênero Holcocera pertencente à família Coleophoridae.